# Rodolfo De Zorzi
Rodolfo Justo De Zorzi (Rosario, 27 de julio de 1921 - Santa Fe, 12 de enero de 1995) fue un futbolista argentino. Se desempeñaba como marcador central izquierdo y su primer club fue Provincial de Rosario. Su hermano Alberto también fue futbolista.

## Carrera
Dio sus primeros pasos en Provincial, equipo que por entonces participaba en los torneos de la Asociación Rosarina de Fútbol. En 1940 fue contratado por Platense, en el cual no logró afirmarse.
Retornó a su ciudad natal y fichó por Rosario Central. Debutó en el canalla durante el Campeonato de Primera División 1941, torneo en el que el elenco rosarino perdió la categoría.

De Zorzi (a la izquierda) junto al legendario Zenón Díaz y Roberto Yebra.

En 1942 se afirmó como titular en la zaga central junto a Pedro Perucca, siendo parte importante en la reconquista de la categoría por parte de la Academia, al coronarse con holgura en el Campeonato de Segunda División. Con el retorno al círculo máximo formó una defensa destacada junto al arquero Héctor Ricardo y el zaguero Roberto Yebra, tanto así que los tres integraron el plantel de la Selección Argentina campeona del Sudamericano de Chile 1945.
Dejó Rosario Central a fines de 1944, totalizando 105 partidos y dos goles defendiendo la casaca auriazul; fichó luego por Boca Juniors, club al que llegó para reemplazar al saliente Víctor Valussi. Formó una dupla eficaz con José Marante, que fue recordada también por su rispidez en el juego, al punto de que fueron apodados irónicamente las mellizas Legrand. Con el cuadro de La Ribera obtuvo tres copas nacionales: Ibarguren 1944 (que se disputó en 1947), Británica 1946 y Confraternidad 1946.

## Clubes
| Club            | País      | Año       |
| --------------- | --------- | --------- |
| Provincial      | Argentina | 1939      |
| Platense        | Argentina | 1940      |
| Rosario Central | Argentina | 1941-1944 |
| Boca Juniors    | Argentina | 1945-1948 |

## Selección nacional
Vistió la casaca albiceleste en 7 encuentros, coronándose campeón del Sudamericano de 1945; sus buenas actuaciones en Rosario Central junto a Héctor Ricardo y Roberto Yebra convencieron al entrenador nacional Guillermo Stábile su convocatoria para dicho torneo; previamente disputó los dos encuentros de la 9.° Copa Rosa Chevallier Boutell ante Paraguay, certamen en el que también se coronó.

### Participaciones en la Selección
| Torneo                           | Sede      | Resultado | PJ |
| -------------------------------- | --------- | --------- | -- |
| 9.° Copa Rosa Chevallier Boutell | Argentina | Campeón   | 2  |
| Campeonato Sudamericano 1945     | Chile     | Campeón   | 5  |

#### Detalle de partidos
| Torneo                           | Fecha      | Estadio                     | Rival    | Resultado |
| -------------------------------- | ---------- | --------------------------- | -------- | --------- |
| 9.° Copa Rosa Chevallier Boutell | 06-01-1945 | El Gasómetro, Buenos Aires  | Paraguay | 5-2       |
| 9.° Copa Rosa Chevallier Boutell | 09-01-1945 | El Gasómetro, Buenos Aires  | Paraguay | 5-3       |
| Sudamericano 1945                | 18-01-1945 | Nacional, Santiago de Chile | Bolivia  | 4-0       |
| Sudamericano 1945                | 31-01-1945 | Nacional, Santiago de Chile | Ecuador  | 4-2       |
| Sudamericano 1945                | 07-02-1945 | Nacional, Santiago de Chile | Colombia | 9-1       |
| Sudamericano 1945                | 11-02-1945 | Nacional, Santiago de Chile | Chile    | 1-1       |
| Sudamericano 1945                | 15-02-1945 | Nacional, Santiago de Chile | Brasil   | 3-1       |

## Palmarés

### Títulos internacionales
| Equipo    | Título                       | Año  |
| --------- | ---------------------------- | ---- |
| Argentina | Copa Rosa Chevallier Boutell | 1945 |
| Argentina | Campeonato Sudamericano      | 1945 |

### Títulos nacionales
| Equipo          | País      | Título              | Año  |
| --------------- | --------- | ------------------- | ---- |
| Rosario Central | Argentina | Segunda División    | 1942 |
| Boca Juniors    | Argentina | Copa Ibarguren      | 1944 |
| Boca Juniors    | Argentina | Copa Confraternidad | 1946 |
| Boca Juniors    | Argentina | Copa Británica      | 1946 |